# Lehigh and Hudson River Railway
Die Lehigh and Hudson River Railway (LHR, L&HR) war eine US-amerikanische Eisenbahngesellschaft in den Bundesstaaten New Jersey, New York und Pennsylvania. Firmensitz war Warwick (New York).

## Streckennetz
Die Strecke hatte eine Länge von rund 150 km und reichte von Belvidere (New Jersey) bis nach Maybrook (New York). Von Belvidere bis nach Phillipsburg (Pennsylvania) hatte die Gesellschaft Streckennutzungsrechte. Nebenstrecken gab es keine.
Von der New York, Susquehanna and Western Railroad und der Norfolk Southern wird heute nur noch der Streckenabschnitt zwischen  Sparta Junction und Hudson Junction befahren.

## Geschichte

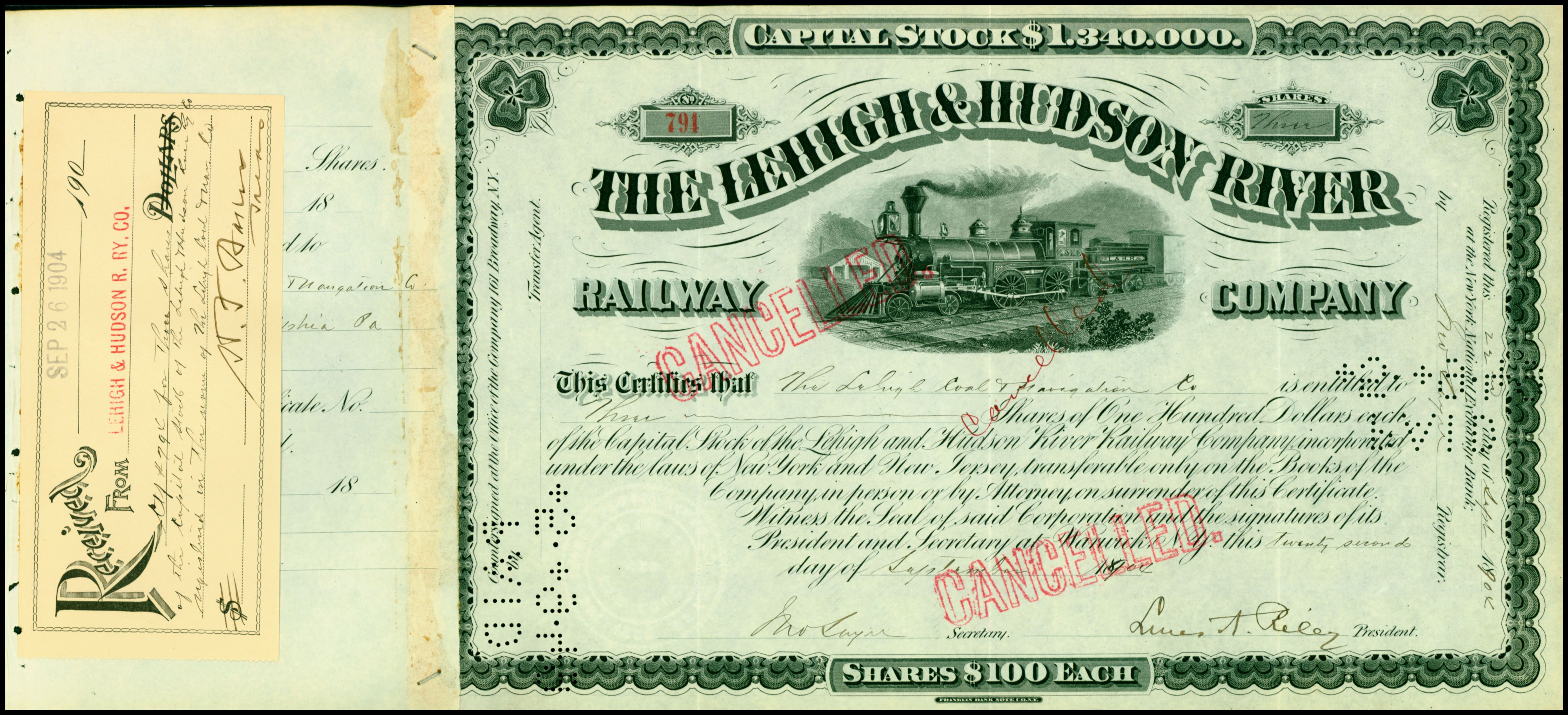
Aktie der Lehigh & Hudson River RW Company vom 22. September 1904

1860 wurde die Warwick Valley Railroad gegründet, um eine Strecke von Warwick nach Greycourt (New York) zu bauen, wo eine Verbindung zur New York and Erie Railroad (später Erie Railroad) bestand. Die Strecke wurde mit der Breitspur von 1.829 mm (6 foot) wie bei der Erie Railroad gebaut und wurde 1862 fertiggestellt. Bis 1880 die Strecke auf Normalspur umgebaut wurde, nutzte die Eisenbahn Lokomotiven und Wagen der Erie Railroad.
Um Eisenminen im Südwesten zu erschließen, wurde die Strecke als Lehigh and Hudson River Railroad bis nach Belvidere (New Jersey) am Delaware River verlängert. 1882 fusionierten die beiden Gesellschaften zur Lehigh and Hudson River Railway.
Nachdem in Poughkeepsie die Poughkeepsie Bridge über den Hudson River gebaut worden war, wurde die Strecke 1890 bis nach Maybrook verlängert. Am anderen Ende der Strecke wurde der Delaware River ebenfalls mit einer Brücke überwunden. Die Pennsylvania Railroad (PRR) und die Lehigh and Hudson River Railway vereinbarten gegenseitige Streckennutzungsrechte. So erhielt die (PRR) Rechte über die L&HR um die Poughkeepsie-Brücke zu nutzen, und die L&HR erhielt Rechte zwischen Belvidere und Phillipsburg.
Zuerst waren landwirtschaftliche Produkte das wichtigste Transportgut, aber bald kamen größere Transportaufkommen von Kohle dazu. Wichtigster Kunde an der Strecke war eine Mine und ein Mahlwerk der New Jersey Zinc Co. in der Nähe von Franklin (New Jersey).

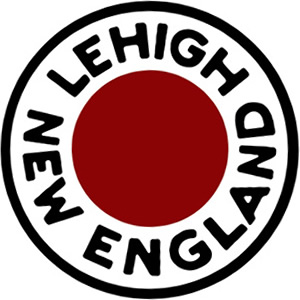
Logo der Lehigh and New England Railroad

Mit dem Erwerb der Central New England Railway 1904 durch die New York, New Haven and Hartford Railroad (NH) wurde die L&HR zu einer „Brückenstrecke“. Auf Betreiben der der NH wurde die L&HR durch mehrere der großen Eisenbahngesellschaften gekauft, um die Verbindung der NH mit diesen Strecken sicherzustellen. Die einzige größere Änderung in den Eigentumsverhältnissen zwischen 1929 und 1975 war 1950 der Verkauf des 20-Prozent-Anteils der Lehigh Coal and Navigation Company (Eigentümer der Lehigh and New England Railroad) an die Lehigh Valley Railroad und die PRR. Die Eigentumsverhältnisse waren 1975 vor der Übernahme durch die Conrail wie folgt:
- 16,75 % – Central Railroad of New Jersey
- 13,44 % – Reading Company
- 14,43 % – Penn Central
- 32,73 % – Erie Lackawanna Railroad
- 22,16 % – Lehigh Valley Railroad
- 0,49 % – Sonstige

Durch die Fusion der Erie Railroad und der Delaware, Lackawanna and Western Railroad 1960 verlagerte sich der Durchgangsverkehr zur New Haven auf die frühere Strecke der Erie Railroad. Als 1968 die Penn Central entstand, wurde weiterer Verkehr aus den Neuenglandstaaten auf die nunmehr gemeinsamen Strecken der früheren New York Central Railroad und der Pennsylvania Railroad (PRR) verlagert. Die Auslastung der L&HR sank erheblich, am 18. April 1972 musste sie infolgedessen Konkurs anmelden. Der wenige Verkehr, der noch bestand, fand durch den Brand der Poughkeepsie Bridge 1974 ein Ende. Das Eigentum der L&HR ging am 1. April 1976 auf die Conrail über.